# Ruta Provincial 6 (Córdoba)

## Generalidades
La Ruta Provincial 6 es una carretera de Argentina en el sudeste de la provincia de Córdoba de aproximadamente 266 km de extensión, totalmente asfaltados, y de jurisdicción provincial. El km 0 de esta ruta, se ubica en el km 93 de la antigua  RN 36 , en proximidades del Dique Piedras Moras, en la localidad de Almafuerte.

Esta importante ruta argentina, atraviesa la región donde se produce más del 90% del maní argentino, siendo la ciudad de Hernando conocida como la Capital Nacional del Maní, donde anualmente se lleva a cabo la Fiesta Nacional del Maní.
Las dos últimas localidades de la provincia, que se encuentran sobre esta ruta, antes del límite con su vecina, la provincia de Santa Fe, tuvieron activa participación en la época colonial ya que Los Surgentes y Cruz Alta, fueron postas del antiguo Camino Real, estando en inmediaciones de la primera de éstas, el paraje Cabeza del Tigre, sitio donde fuera fusilado el General Santiago de Liniers.
Posee el formato de autovía desde Almafuerte hasta Río Tercero

## Localidades
En sus poco más de 260 km, esta ruta atraviesa los centros urbanos que se detallan a continuación (los que figuran en itálica, son cabecera de departamento). Entre paréntesis, figuran los datos de población según censo 2010.
- Departamento Marcos Juárez: Cruz Alta: 7.200, Los Surgentes: 2.795, Inriville: 3.722, Saladillo: 186 y Monte Buey: 6.285.
- Departamento Unión: Justiniano Posse: 8.569, Ordóñez: 2.613 e Idiazábal: 1.556.
- Departamento General San Martín: Pasco: 1.201, Ticino: 2.207.
- Departamento Tercero Arriba: Dalmacio Vélez Sarsfield: 1.565, Hernando: 10.284, General Fotheringham: 313, Tancacha: 5.309, y Río Tercero: 46.800.

## Recorrido
|  | CONTgq | ABZq+lr | CONTfq |

|  |  | BHF |

|  |  | TEEaq | CONTfq |

|  |  | BHF |

|  | CONTgq | TBHF | CONTfq |

|  |  | BHF |

|  |  | BHF |

|  | CONTgq | TEEeq |  |

|  |  | TEEaq | CONTfq |

|  | CONTgq | TBHF | CONTfq |

|  |  | BHF |

|  |  | BHF |

|  | CONTgq | TBHF | CONTfq |

|  |  | BHF |

|  |  | BHF |

|  | CONTgq | TEEeq |  |

|  |  | BHF |

|  |  | TEEaq | CONTfq |

|  |  | BHF |

|  |  | BHF |

|  | WASSERq | WBRÜCKE1 | WASSERq |

|  |  | TEEaq | CONTfq |

|  |  | BHF |

|  | CONTgq | TEEeq |  |

|  |  | TEEaq | CONTfq |

|  |  | BHF |

|  |  | BHF |

|  | WASSERq | WBRÜCKE1 | WASSERq |

|  |  | STR |

|  | GRZq | STR+GRZq | GRZq |

|  |  | CONTf |

## Nota
1. ↑   El kilometraje fue tomado del amojonado en ruta. En caso de ausencia de los mismos, se calculó según información disponible en Internet, o verificación in situ .
2. ↑   Datos oficiales según Dirección de Estadísticas y censos del Gobierno de la Provincia de Córdoba, año 2010 Según datos INDEC